# كاملا بيرساد-بيسيسار
كاملا بيرساد-بيسيسار (بالإنجليزية: Kamla Persad-Bissessar)‏ هي سياسية ترينيدادية ولدت في يوم 22 أبريل 1952 في بلدة سيباريا، في سنة 2010 أصبحت أول رئيسة وزراء لترينيداد وتوباغو بعد فوز حزبها المجلس القومي المتحد، بقيت في المنصب حتى سنة 2015 بعد أن خلفها كيث رولي، كاملا أيضاً هي ثاني شخص من أصل هندي وهندوسية بعد باسديو بانداي تصل للمنصب، بعد نهاية فترتها أصبحت زعيمة المعارضة، كما شغلت منصب رئيسة اتحاد الكومنولث من سنة 2010 إلى سنة 2012. كما سبق لها أن شغلت منصب وزير التعليم في سنة 2000.

## الحياة الشخصية
كاملا متزوجة من الطبيب غريغوري بيسيسار وأنجبت ابن واحد وهو كريس بيسيسار. تقول أنه بعد زواجها نالت المعمودية وأنها هندوسية ومعمدانية بنفس الوقت، كاملا هي أيضاً الوصية على أبناء شقيقها ألذي توفي في حادث سيارة.

## روابط خارجية
- كاملا بيرساد-بيسيسار على موقع مونزينجر (الألمانية)